# Thomas Frauenlob
Thomas Frauenlob (* 2. Januar 1756 in Ulm; † 1. Mai 1822) war ein deutscher Glockengießer.

## Leben
Thomas Frauenlob war der einzige Sohn des Glockengießers Carl Christoph Frauenlob, bei dem er dessen Handwerk erlernte. Am 9. März 1805 kaufte er von der Stadt Ulm das Gießhaus in der Rosengasse l. Neben Glocken fertigte er auch Strahlrohre für Feuerwehrspritzen. Da er kinderlos war, verkaufte er das Gießhaus am 14. September 1809 an seinen Schwager Jacob Wieland, den Vater seines Neffen Philipp Jakob Wieland. Der Neffe ging bei ihm von 1807 bis 1813 in die Lehre und absolvierte anschließend seinen dreijährigen Militärdienst. Während dieser Jahre und der ab 1817 anschließenden Wanderjahre verwaltete Frauenlob die Gießerei bis November 1820 weiter und übergab sie dann seinem Neffen, der sie zur Messingfabrik Wieland als einem der bedeutendsten Metallurgieunternehmen der Region ausbaute.